# Вавилов, Павел Валерьевич
Па́вел Вале́рьевич Вави́лов (20 августа 1972, Новая Заимка) — российский биатлонист, выступал за сборную России на всём протяжении 1990-х годов. Участник зимних Олимпийских игр в Нагано, чемпион Европы, многократный призёр этапов Кубка мира и Европы, чемпион зимней Универсиады в Хаке, победитель и призёр многих первенств национального значения. На соревнованиях представлял физкультурно-спортивное общество «Динамо» и Тюменскую область, мастер спорта международного класса. Также известен как спортивный функционер, преподаватель и политический деятель.

## Биография
Павел Вавилов родился 20 августа 1972 года в селе Новая Заимка Заводоуковского района Тюменской области. Его родители были служащими, учился в средней общеобразовательной школе № 13 в Тюмени, затем в период 1988—1990 годов обучался в Тюменском педагогическом училище № 2. В 1990—1992 годах проходил срочную службу в рядах Вооружённых Сил, был рядовым. После демобилизации поступил в Тюменский государственный университет на факультет физической культуры, а также трудоустроился в органах внутренних дел.
Будучи милиционером, состоял в физкультурно-спортивном обществе «Динамо», серьёзно занимался лыжными гонками и биатлоном. Первого серьёзного успеха на взрослом международном уровне добился в сезоне 1994 года, когда попал в основной состав российской национальной сборной по биатлону и побывал на впервые проводившемся чемпионате Европы в Контиолахти, откуда привёз награду золотого достоинства, выигранную в программе эстафеты 4 × 7,5 км совместно с партнёрами по команде Павлом Муслимовым, Николаем Клыковым и Эдуардом Рябовым. За это выдающееся достижение удостоен почётного звания «Мастер спорта России международного класса». Как студент выступал на зимней Универсиаде 1995 года в Хаке, где тоже стал чемпионом, и стартовал в спринтерской гонке на 10 км на чемпионате мира в Антерсельве, заняв итоговое 45 место.
В последующие годы Вавилов неоднократно становился чемпионом России в различных дисциплинах, побеждал на этапах Кубка Европы по биатлону, попадал в число призёров на этапах Кубка мира. Благодаря череде удачных выступлений удостоился права защищать честь страны на зимних Олимпийских играх 1998 года в Нагано — выступал в индивидуальной мужской гонке на 20 км, допустил семь промахов и финишировал пятьдесят третьим, отстав от победившего норвежца Халвара Ханевольда почти на восемь минут.
После Олимпиады Павел Вавилов ещё в течение некоторого времени оставался в биатлонной команде России и продолжал принимать участие в крупнейших международных соревнованиях. Так, в 1999 году он стартовал на чемпионате мира в Контиолахти, занял 35 место в спринте на 10 км и в гонке преследования на 12,5 км.
В 2003 году в звании капитана уволился из милиции и занял должность директора в тюменской областной Школе высшего спортивного мастерства. В период 2006—2007 годов занимал пост директора департамента по спорту и молодёжной политике Тюменской области. Депутат тюменской городской думы от партии «Справедливая Россия». Проректор по экономике и общим вопросам ФГОУ ВПО «Тюменская государственная академия культуры и искусств».